# Fabrizio Di Mauro
Fabrizio Di Mauro (Roma, 18 giugno 1965) è un dirigente sportivo ed ex calciatore italiano, di ruolo centrocampista.

## Carriera

### Giocatore

#### Club

Di Mauro alla Fiorentina nella stagione 1992-1993

Cresciuto nel vivaio della Roma, viene mandato a giocare a metà degli anni 80 con l'Arezzo in Serie B per tre stagioni; nella stagione 1987/'88 passa in prestito all'Avellino, esordendo in Serie A.
Torna alla Roma nel 1988 e vi rimane per quattro campionati. Nella stagione 1990-1991 disputa due finali, in Coppa UEFA contro l'Inter e in Coppa Italia contro la Sampdoria, di cui si aggiudica solo la seconda. Nel 1991-1992, sempre contro i blucerchiati, perde inoltre la finale di Supercoppa italiana 1991, giocando titolare.
Viene ceduto per 7 miliardi di lire alla Fiorentina nel 1992, poi viene girato in prestito alla Lazio nel 1993, per tornare di nuovo a Firenze l'anno successivo. Con i biancocelesti firma il gol dell'ex nel Derby del Campidoglio del 24 ottobre 1993: dopo il vantaggio dei giallorossi segnato da Giovanni Piacentini, Di Mauro pareggia a pochi minuti dal termine della stracittadina.
Dopo una nuova stagione alla Fiorentina in A, chiude la sua carriera in B con la maglia della Reggiana.

#### Nazionale
Conta tre presenze in azzurro quando vestiva la maglia della Fiorentina, anche se la prima convocazione risaliva ai tempi della Roma.

### Dirigente
I primi incarichi sono con la Lodigiani nel 1999 come direttore sportivo. L'anno seguente diventa responsabile del settore giovanile nella stessa squadra, mentre nel 2001 ne diventa direttore tecnico.
Nel 2006 entra nello staff dirigenziale del settore giovanile della Roma dove rimane fino al 2008, quando passa alla Lupa Frascati come direttore sportivo e responsabile del settore giovanile. Dal 2020 è osservatore della Roma

## Statistiche

### Presenze e reti nei club
| Stagione          | Squadra           | Campionato        | Campionato | Campionato | Coppe nazionali | Coppe nazionali | Coppe nazionali | Coppe continentali | Coppe continentali | Coppe continentali | Altre coppe | Altre coppe | Altre coppe | Totale | Totale |
| Stagione          | Squadra           | Comp              | Pres       | Reti       | Comp            | Pres            | Reti            | Comp               | Pres               | Reti               | Comp        | Pres        | Reti        | Pres   | Reti   |
| ----------------- | ----------------- | ----------------- | ---------- | ---------- | --------------- | --------------- | --------------- | ------------------ | ------------------ | ------------------ | ----------- | ----------- | ----------- | ------ | ------ |
| 1984-1985         | Arezzo            | B                 | 15         | 1          | CI              | 3               | 0               | -                  | -                  | -                  |             | -           | -           | 18     | 1      |
| 1985-1986         | Arezzo            | B                 | 24         | 1          | CI              | 2               | 0               | -                  | -                  | -                  |             | -           | -           | 26     | 1      |
| 1986-1987         | Arezzo            | B                 | 33         | 4          | CI              | 4               | 0               | -                  | -                  | -                  |             | -           | -           | 37     | 4      |
| Totale Arezzo     | Totale Arezzo     | Totale Arezzo     | 72         | 6          |                 | 9               | 0               |                    | -                  | -                  |             | -           | -           | 81     | 6      |
| 1987-1988         | Avellino          | A                 | 17         | 2          | CI              | 6               | 0               | -                  | -                  | -                  |             | -           | -           | 23     | 0      |
| 1988-set. 1988    | Avellino          | A                 | 0          | 0          | CI              | 5               | 0               | -                  | -                  | -                  |             | -           | -           | 5      | 0      |
| Totale Avellino   | Totale Avellino   | Totale Avellino   | 17         | 2          |                 | 11              | 0               |                    | -                  | -                  |             | -           | -           | 28     | 2      |
| set. 1988-1989    | Roma              | A                 | 14+1       | 0          | CI              | 3               | 0               | CU                 | 0                  | 0                  | -           | -           | -           | 18     | 0      |
| 1989-1990         | Roma              | A                 | 28         | 0          | CI              | 6               | 3               | -                  | -                  | -                  | -           | -           | -           | 34     | 3      |
| 1990-1991         | Roma              | A                 | 27         | 2          | CI              | 7               | 0               | CU                 | 10                 | 0                  | -           | -           | -           | 44     | 2      |
| 1991-1992         | Roma              | A                 | 26         | 3          | CI              | 3               | 0               | CdC                | 6                  | 1                  | SI          | 1           | 0           | 36     | 4      |
| Totale Roma       | Totale Roma       | Totale Roma       | 95+1       | 5          |                 | 19              | 3               |                    | 16                 | 1                  |             | 1           | 0           | 131    | 9      |
| 1992-1993         | Fiorentina        | A                 | 29         | 6          | CI              | 4               | 0               | -                  | -                  | -                  | -           | -           | -           | 33     | 6      |
| 1993-1994         | Lazio             | A                 | 21         | 2          | CI              | 0               | 0               | CU                 | 4                  | 0                  | -           | -           | -           | 25     | 2      |
| 1994-1995         | Fiorentina        | A                 | 28         | 3          | CI              | 3               | 0               | -                  | -                  | -                  | -           | -           | -           | 31     | 3      |
| Totale Fiorentina | Totale Fiorentina | Totale Fiorentina | 57         | 9          |                 | 7               | 0               |                    | -                  | -                  |             | -           | -           | 64     | 9      |
| 1995-1996         | Reggiana          | B                 | 16         | 0          | CI              | 0               | 0               | -                  | -                  | -                  | -           | -           | -           | 16     | 0      |
| Totale carriera   | Totale carriera   | Totale carriera   | 263        | 24         |                 | 46              | 3               |                    | -                  | -                  |             | -           | -           | 309    | 27     |

### Cronologia presenze e reti in nazionale
| Cronologia completa delle presenze e delle reti in nazionale ― Italia | Cronologia completa delle presenze e delle reti in nazionale ― Italia | Cronologia completa delle presenze e delle reti in nazionale ― Italia | Cronologia completa delle presenze e delle reti in nazionale ― Italia | Cronologia completa delle presenze e delle reti in nazionale ― Italia | Cronologia completa delle presenze e delle reti in nazionale ― Italia | Cronologia completa delle presenze e delle reti in nazionale ― Italia | Cronologia completa delle presenze e delle reti in nazionale ― Italia |
| Data                                                                  | Città                                                                 | In casa                                                               | Risultato                                                             | Ospiti                                                                | Competizione                                                          | Reti                                                                  | Note                                                                  |
| --------------------------------------------------------------------- | --------------------------------------------------------------------- | --------------------------------------------------------------------- | --------------------------------------------------------------------- | --------------------------------------------------------------------- | --------------------------------------------------------------------- | --------------------------------------------------------------------- | --------------------------------------------------------------------- |
| 20-1-1993                                                             | Firenze                                                               | Italia                                                                | 2 – 0                                                                 | Messico                                                               | Amichevole                                                            | -                                                                     |                                                                       |
| 14-4-1993                                                             | Trieste                                                               | Italia                                                                | 2 – 0                                                                 | Estonia                                                               | Qual. Mondiali 1994                                                   | -                                                                     | 68’                                                                   |
| 1-5-1993                                                              | Berna                                                                 | Svizzera                                                              | 1 – 0                                                                 | Italia                                                                | Qual. Mondiali 1994                                                   | -                                                                     | 46’                                                                   |
| Totale                                                                |                                                                       | Presenze                                                              | 3                                                                     |                                                                       | Reti                                                                  | 0                                                                     |                                                                       |

## Palmarès

### Club

#### Competizioni giovanili
- Campionato Primavera: 1

Roma: 1983-1984
- Torneo di Viareggio: 1

Roma: 1983

#### Competizioni nazionali
- Coppa Italia: 1

Roma: 1990-1991